# Stadion Wostok w Ust-Kamienogorsku
Stadion Wostok – wielofunkcyjny stadion w Ust-Kamienogorsku, w Kazachstanie. Swoje mecze rozgrywała na nim drużyna Wostok Ust-Kamienogorsk. Obecnie jest to stadion Ałtaju Öskemen Obiekt może pomieścić 8500 widzów. Stadion został oddany do użytku w 1963 roku.